# Nungia epigynalis
Espèce
Nungia epigynalis est une espèce d'araignées aranéomorphes de la famille des Salticidae.

## Distribution
Cette espèce se rencontre au Viêt Nam, en Chine et au Japon.

## Description
La carapace de la femelle holotype mesure 2,40 mm de long et l'abdomen 2,88 mm.
Le mâle décrit par Ikeda en 2013 mesure 5,07 mm et la femelle 5,67 mm.

## Publication originale
- Żabka, 1985 : « Systematic and zoogeographic study on the family Salticidae (Araneae) from Viet-Nam. » Annales Zoologici, vol. 39, p. 197-485.